# Service à la russe

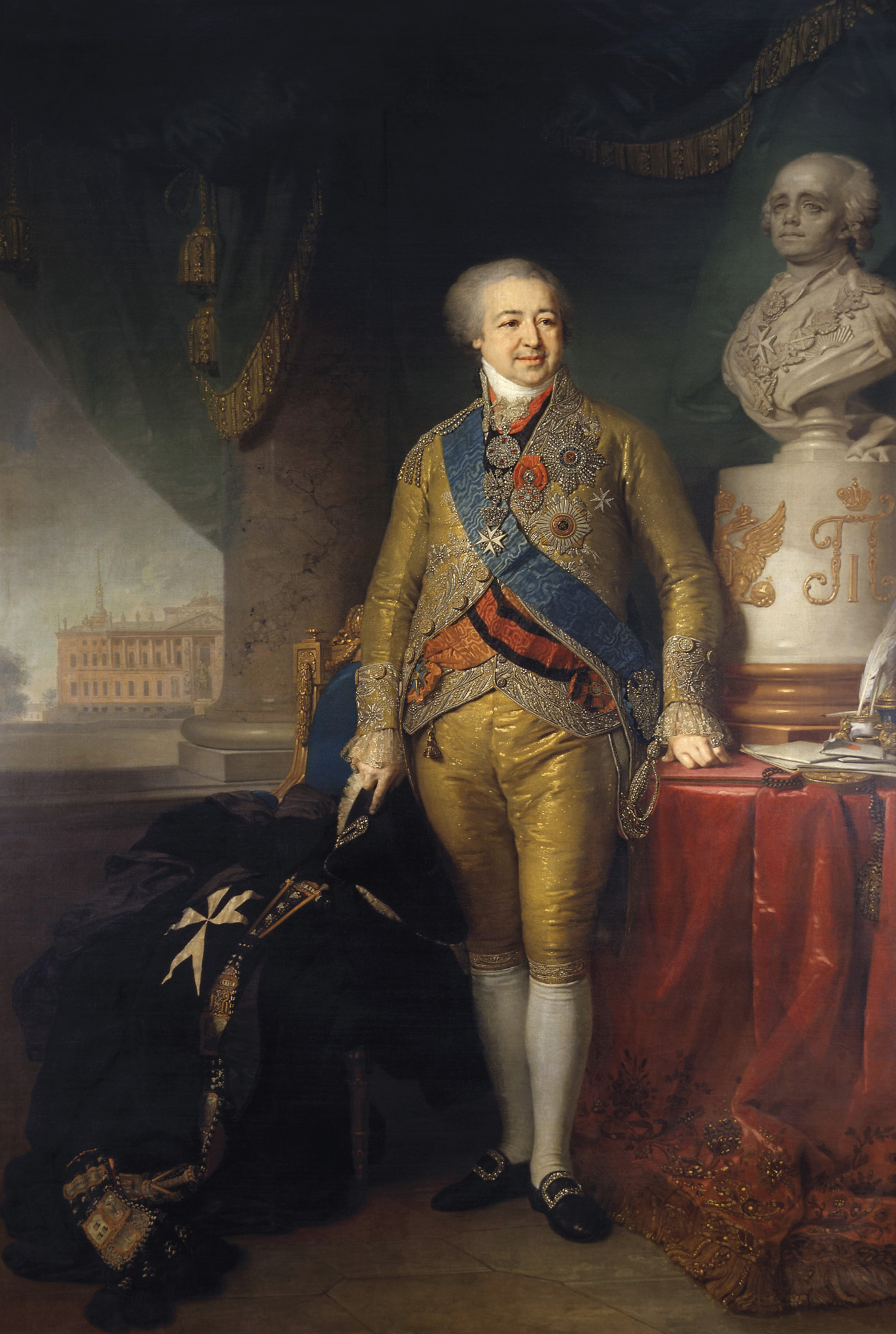
De Russische ambassadeur Alexander Kurakin in 1802

Het service à la russe is de moderne traditie om gerechten niet allemaal tegelijk op tafel te plaatsen, maar in opeenvolgende gangen te serveren. Het werd rond 1810 populair in Parijs en verving gaandeweg het service à la française.
Het wordt de Russische ambassadeur Alexander Kurakin toegeschreven het "service à la russe" naar Frankrijk gebracht te hebben. Het is nu de stijl waarin veel klassieke westerse restaurants het eten serveren.